# Kelisia melanops
Kelisia melanops är en insektsart som beskrevs av Franz Xaver Fieber 1878. Kelisia melanops ingår i släktet Kelisia och familjen sporrstritar. Inga underarter finns listade i Catalogue of Life.